# Уолстрийт: Парите никога не спят
„Уолстрийт: Парите никога не спят“ (на английски: Wall Street: Money Never Sleeps) е американска драма от 2010 година, продължение на „Уолстрийт“, режисиран е от Оливър Стоун. Във филма участват Майкъл Дъглас и Шая Лабъф.